# Народно читалище „Петко Енев – 1932“
Народно читалище „Петко Енев – 1932“ се намира в село Баня, община Нова Загора, област Сливен.
То е образувано през 1911 г. като читалище „Пробуда“, но не успява да просъществува заради Балканската война, Първата световна война, Септемврийското въстание др. На 17 януари 1932 г. по инициатива на д-р Борис Томов се провежда организационно събрание за изграждане читалището. Отново е именувано „Пробуда“. През 1953 г. на общо събрание читалището е преименувано на Петко Енев – загиналия от новозагорския край народен трибун. През 2010 г. е утвърдено името „Петко Енев – 1932“.